# Álvaro de Jesús Gómez
Álvaro de Jesús Gómez Garcés (ur. 7 października 1954 w Puerto Berrío) – kolumbijski trener piłkarski.
Gómez pochodzi z miasta Puerto Berrío w departamencie Antioquia. Nigdy nie był profesjonalnym piłkarzem, choć jako nastolatek otrzymał propozycję kontraktu od klubu Millonarios FC. Ukończył studia na kierunku wychowania fizycznego na uczelni Universidad Pedagógica y Tecnológica de Colombia (UPTC) w Tunji, a także kształcił się w szkole trenerskiej Escuela Nacional del Deporte w Cali. Zanotował krótki epizod w roli trenera koszykówki. Przez jedenaście lat był selekcjonerem amatorskiej piłkarskiej reprezentacji departamentu Huila. Następnie pracował w słynnej akademii młodzieżowej Escuela Carlos Sarmiento Lora w Cali oraz w drużynach z niższych lig kolumbijskich. W 1990 roku objął pierwszoligowy, nisko notowany Deportes Quindío, który pod jego kierownictwem okazał się rewelacją rozgrywek i zajął siódme miejsce w tabeli. W ekipie Quindío młody szkoleniowiec wypromował również późniejszych wielokrotnych reprezentantów Kolumbii – Jorge Bermúdeza i Óscara Córdobę.
Bezpośrednio po tym Gómez został trenerem CD Once Caldas, który prowadził przez kilka miesięcy bez poważniejszych osiągnięć. W 1992 roku podpisał umowę z ówczesnym mistrzem Wenezueli – ekipą ULA Mérida. Poprowadził ją w kontynentalnych rozgrywkach Copa Libertadores 1992 (faza grupowa), po czym powrócił do ojczyzny, gdzie zanotował drugi, tym razem mniej udany epizod w Deportes Quindío. Następnie prowadził drugoligowy zespół Fiorentina Caquetá (którym zarządzał przedsiębiorca Genaro Cerquera, będący również właścicielem Quindío). W 1995 roku doprowadził natomiast drugoligowy klub Alianza Llanos do jednego z największych osiągnięć w jego historii, zajmując trzecie miejsce w tabeli i będąc o krok od awansu do najwyższej klasy rozgrywkowej. Sponsorem klubu było wówczas przedsiębiorstwo Postobón, wzmacniając drużynę wieloma zawodnikami wysokiej klasy. Dzięki efektywnej pracy Gómez ponownie znalazł zatrudnienie w pierwszej lidze – tym razem w Atlético Huila, skąd został zwolniony w marcu 1996 po serii słabych wyników.
W styczniu 1998 Gómez został trenerem peruwiańskiego średniaka Unión Minas. Już w pierwszym sezonie osiągnął z nim największy sukces w historii klubu w postaci szóstego miejsca w tabeli (przez kilka kolejek jego drużyna była nawet liderem rozgrywek). Później ze średnim skutkiem prowadził inną peruwiańską ekipę – FBC Melgar. Po powrocie do ojczyzny objął drugoligowy, nowo założony zespół Centauros Villavicencio, z którym już w sezonie 2002 w świetnym stylu wywalczył historyczny awans do najwyższej klasy rozgrywkowej. Bezpośrednio po promocji został jednak niespodziewanie zastąpiony na stanowisku przez Luisa Cubillę. W 2003 roku z przeciętnymi wynikami prowadził nowo powstałą, drugoligową ekipę Patriotas FC, z którą nie zdołał awansować do pierwszej ligi. W późniejszych latach bez większych sukcesów pracował w innych klubach z drugiej ligi kolumbijskiej – kolejno były to już po raz drugi Centauros Villavicencio (2004) i Pumas de Casanare (2005).
W kwietniu 2005 Gómez zastąpił Eduardo Juliána Retata na stanowisku trenera drugoligowego Cúcuta Deportivo. Szybko poprawił dyscyplinę taktyczną zespołu, co w połączeniem z jego doświadczeniem na szczeblu drugoligowym dało efekty w postaci poprawy wyników. Na koniec sezonu 2005 zdobył ze swoją ekipą awans do pierwszej ligi – Cúcuta powróciła wówczas do najwyższej klasy rozgrywkowej po ośmiu latach. Zaledwie tydzień później został jednak zwolniony i zastąpiony przez Jorge Luisa Pinto. Niespodziewana decyzja o zakończeniu współpracy z Gómezem została odebrana w środowisku kolumbijskiego futbolu z zaskoczeniem. Tym samym ponownie (podobnie jak w przypadku pobytu w Centauros) nie dano mu poprowadzić zespołu po awansie z drugiej ligi.
W lutym 2006 Gómez objął Real Cartagena, a więc ekipę sensacyjnego wicemistrza Kolumbii z minionego sezonu. Nie potrafił wyciągnąć ekipy z kryzysu i zanotował tam fatalny pobyt – poprowadził ekipę w siedmiu meczach, przegrywając wszystkie z nich. Został zwolniony po niecałych dwóch miesiącach. W styczniu 2007 podpisał umowę z Deportivo Pasto, gdzie również notował słabe wyniki – zarówno w lidze (cztery zwycięstwa w czternastu meczach), jak i w kontynentalnym turnieju Copa Libertadores 2007 (faza grupowa), wobec czego odszedł z klubu już w kwietniu. Dwa miesiące później powrócił do Wenezueli, gdzie został trenerem Mineros de Guayana. Tam nie spełnił oczekiwań i zajął dopiero dziewiąte miejsce w tabeli (zarząd postawił przed drużyną cel znalezienia się w pierwszej czwórce), wobec czego został zwolniony po upływie pół roku.
W styczniu 2010 Gómez podpisał kontrakt z drugoligowym Itagüí Ditaires (obecnie Rionegro Águilas). Na koniec sezonu 2010 wywalczył z Itagüí historyczną promocję do najwyższej klasy rozgrywkowej, ponadto dotarł wówczas do finału pucharu Kolumbii – Copa Colombia. Tym samym potwierdził swoją opinię trenera świetnie radzącego sobie w realiach drugoligowych i specjalisty od awansów – Itagüí było już trzecim klubem, który doprowadził do pierwszej ligi (po Centauros i Cúcuta Deportivo). Bezpośrednio po awansie nie porozumiał się jednak z władzami Itagüí odnośnie do nowego kontraktu i odszedł z klubu. Powrócił jednak do drużyny już w maju 2011, zastępując na stanowisku szkoleniowca Carlosa Hoyosa. Zanotował z Itagüí świetny sezon – zajął drugie miejsce w tabeli (w decydującej o mistrzostwie fazie play-off odpadł w ćwierćfinale) i bez problemu zdołał utrzymać ekipę na najwyższym szczeblu. Mimo tego władze klubu zdecydowały się jednak zmienić trenera i w grudniu 2011 Gómez odszedł z Itagüí.
W styczniu 2012 Gómez powrócił do drugiej ligi kolumbijskiej, obejmując aspirującą do awansu drużynę Atlético Bucaramanga. Jego podopieczni nie sprostali jednak oczekiwaniom i zajęli dopiero szesnaste miejsce w tabeli. Ekipę Bucaramangi prowadził przez osiem miesięcy – został zwolniony w sierpniu po kiepskim początku kolejnego sezonu. Już miesiąc później został trenerem walczącej o utrzymanie w najwyższej klasie rozgrywkowej ekipy Atlético Huila. Nie potrafił odmienić kiepskiej gry zespołu i został zwolniony po siedmiu miesiącach, pozostawiając zespół na przedostatnim miejscu w tabeli spadkowej (zdołał odnieść tylko cztery zwycięstwa w 21 meczach). W styczniu 2015 już po raz trzeci objął funkcję szkoleniowca w klubie Águilas Doradas (wcześniej drużyna występowała pod nazwą Itagüí Ditaires). Prowadził go ze średnimi wynikami do kwietnia, po czym zrezygnował ze stanowiska. Przez kolejne kilka miesięcy pracował jako dyrektor sportowy beniaminka pierwszej ligi – Jaguares de Córdoba.
W czerwcu 2018 Gómez został trenerem salwadorskiego potentata – ekipy CD FAS. Już po trzech miesiącach zrezygnował jednak z posady z powodów rodzinnych, zostawiając zespół na piątym miejscu w tabeli.